# 莫德洛 (蒙大拿州)
莫德洛（英語：Maudlow）是位於美國蒙大拿州加拉廷縣的非建制地區。

## 歷史
莫德洛的郵局於1898年設立，其後於1980年停運。

## 地理
莫德洛所處的海拔為高於海平面1344米（即4410英呎），而該地所採用的時區為UTC-6，即北美山地時區（MST）。同時該地設有夏令時間，為UTC-7調快一小時，即UTC-6（MDT）。